# Château de Galinières
Le château de Galinières est une grange fortifiée située sur la commune de Pierrefiche dans l'Aveyron. Il domine les méandres de la vallée de la Serre.

## Historique
- Galinières est à l’origine une grange dépendant de l’abbaye de Bonneval, constituée à partir de donations de familles nobles de la région et des évêques de Rodez entre 1163 et 1181. La grange n'apparaît pas dans un acte de 1162 donnant la liste de six granges appartenant à l'abbaye de Bonneval, mais le nom du lieu apparaît en 1163 dans une charte de confirmation de l'évêque de Rodez pour les dîmes qu'y possède l'abbaye. En 1168, l'évêque de Rodez Hugues donne des terres et confirme une donation de dîmes qu'il avait «in territorio grangie de Gallinerias»[1]. C'est la première mention d'une grange.

L’abbé nomme le maître de grange qui est à la tête d’une équipe de convers. Ce domaine agricole devient rapidement la plus importante des 15 granges que possède l’abbaye.
- Le 10 septembre 1184, une bulle du pape Luce III annonce que celui-ci prend la grange sous sa protection.
- En 1306, dans un acte de paréage entre le roi Philippe le Bel et l'abbaye de Bonneval, le sénéchal de Rouergue autorise l'abbaye de Bonneval de lotir la grange de Pérols (Galinières). Il était possible à l'abbaye d'installer une colonie de peuplement sur le site. Cette possibilité n'a pas été réalisée, probablement parce qu'il y avait alors suffisamment de convers pour exploiter le domaine autour de la grange. En Gascogne, c'est souvent le manque de convers qui a amené les abbayes à créer des bastides sur leurs domaines.
- Au XIVe siècle, la grange est affermée.
- La chapelle de Galinières est mentionnée en 1322. Elle est aujourd'hui la propriété de la famille Baldit mais les messes ne sont plus célébrées. On fonde alors une chapellenie dédiée à saint Blaise. Un acte de 1361 est signé in capella seu ecclesie de Galineriis, ce qui tend à montrer que la grange est un lieu de séjour des abbés de Bonneval.
- Par lettres de sauvegarde datées du 16 janvier 1371, l’abbé Rigald de Gaillac obtient de Jean, fils du comte d’Armagnac, en tant que suzerain féodal, de creuser des fossés à Galinières. La fortification des lieux se poursuivra jusqu’au XVe siècle, époque à laquelle le logis devient résidence des abbés.
- Bernard VII, comte d'Armagnac et de Rodez, place sous sa protection les biens de l'abbaye de Bonneval, en 1393. Cet acte est signé «in grangia de Gualhineiriis».
- Le 10 août 1418, Jean Géraud ou Gérald, abbé de Bonneval (1407-1432), fait hommage des biens de l'abbaye à Jean IV d'Armagnac, comte de Rodez, et à sa mère, Bonne de Berri.
- En 1419, le grand schisme va entraîner une concurrence entre l'abbé Jean Géraud et Jean Robert soutenu par l'antipape Benoît XIII comme abbé de Bonneval. Ce conflit va durer jusqu'à la mort de Jean Géraud. En 1424, le pape Martin V avait accordé à l'abbé Jean Géraud le droit de porter la mitre et autres ornements épiscopaux. Les armoiries de Jean Géraud étaient peintes dans la chambre de l'abbé de la tour de Galinières. C'est probablement lui qui a réalisé les agrandissements des bâtiments, en particulier ceux qui constituent le château abbatial de Galinières. Jean Robert est nommé abbé de Bonneval en 1432 après avoir été un anti-abbé.
- Son successeur, Pierre Rigald (1446-1473) a aménagé des bâtiments de Galinières.
- Gui de Caylus, premier abbé commendataire de Bonneval, meurt au château de Galinières le 5 août 1499. C'est la première mention sous le nom de château pour Galinières.
- En 1576, les États Généraux du Rouergue s’y réunissent. Y siège notamment François de La Valette, seigneur de Cornusson. On y négocie la reddition du château de Loupiac par les Huguenots.
- Au cours de la huitième guerre de religion, en 1585, la grange est saccagée et pillée par une bande de 60 huguenots. Le 12 février 1588, une opération plus sérieuse est menée par «deux cents hommes à cheval, dont cent vingt à cuirasse, munis d'une demi-douzaine de pétards et d'autres engins et artifices à feu» s'emparent de la forteresse de Galinières. Le château est entièrement pillé et en partie ruiné.
- L'abbé commendataire Géraud de Noygues, nommé en 1622, met en fermage les granges de l'abbaye avec l'abandon aux fermiers de la jouissance des bâtiments. Le château de Galinières cesse alors de servir de logement aux abbés de Bonneval.
- En 1662, la ferme est confiée pour sept ans à Antoine Bézamat et Pierre Poujouly.
- Au XVIIIe siècle, le fermier est Ignace Girou.
- À la Révolution, le 31 janvier 1791, le domaine est vendu comme bien national pour 411 910 livres. C'est le tiers de l'ensemble de la somme obtenue pour tous les domaines de l'abbaye de Bonneval. L'acheteur est Jean-Antoine Ayral du Bourg, avocat, président en l'Élection de Rodez. Il a servi de prête-nom. Le domaine est ensuite morcelé en huit parties. Le château est divisé en plusieurs lots. Il est acheté au moment de la Révolution par de riches familles aveyronnaises et des notables locaux.
- La cloche de la chapelle de Galinières est vendue en 1834 au curé de Pierrefitte.
- Première mention de l'intérêt du château de Galinières en 1844.
- Vers 1905, changement du toit de la tour maîtresse. Un incendie se produit dans la tour de la chapelle en détruisant des documents d'archives qui y étaient conservés.
- Le Tinelet, le bâtiment le moins ancien, construit en 1669, est ravagé par un incendie en 1921. Au même moment une partie des bâtiments de la basse-cour tombe en ruines.
- En 1928, un incendie détruit une partie des bâtiments. Les bâtiments les plus anciens sont inscrits à l'Inventaire supplémentaire le 13 février 1928.
- En 1982, une partie de la propriété ainsi que le donjon du château est achetée par Annie et Yves-Olivier Denoual, qui entreprennent d'importantes restaurations. La famille Baldit possède le corps de logis et une partie du château mais aussi la chapelle.
- Campagne de restauration sur la tour maîtresse et la partie ruinée du logis  entre 1994 et 2001.

## Description
- La construction du donjon, une tour-grenier de plan carré, débute dès 1371. Au deuxième étage, se trouve la chambre dite de l’Abbé où subsiste un décor peint évoquant des sarments de vigne.
- Dans la basse-cour, le logis du garde-bois est adossé aux fortifications; on y remarque une porte en arc brisé, une fenêtre gothique et des baies à coussièges.
- Le bâtiment qui abrite la bergerie est composé d’arcs diaphragmes. Elle appartenait à la famille Baldit.
- L’aire de battage date du début du XVIIe siècle.
- Des fontaines, des maisons destinées au personnel de la ferme complètent l’ensemble.

La grange de Galinières a fait l’objet de plusieurs protections au titre des monuments historiques :
- la grange elle-même fait l’objet d’une inscription au titre des monuments historiques depuis le 13 février 1928.
- Le donjon (façades et toitures) fait l’objet d’un classement au titre des monuments historiques depuis le 26 février 1988. Le donjon est ouvert à la visite depuis 1992.
- Enfin, l'ensemble comprenant l'ancien logis du garde-bois, l'ancienne bergerie qui était la propriété de la Famille Baldit et l'aire de battage fait l’objet d’une inscription au titre des monuments historiques depuis le 26 mai 1999.

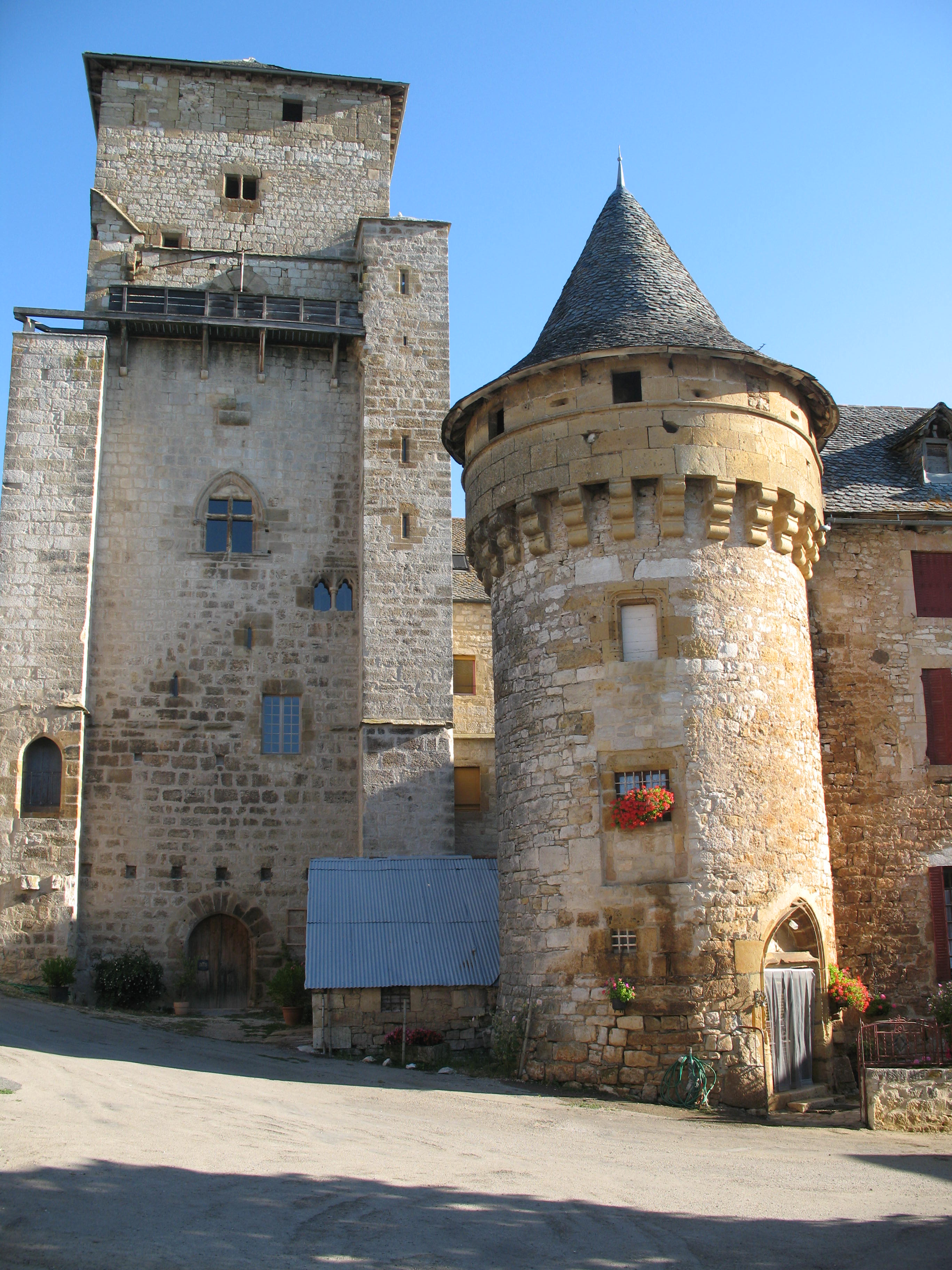
Donjon et tour (côté ouest)
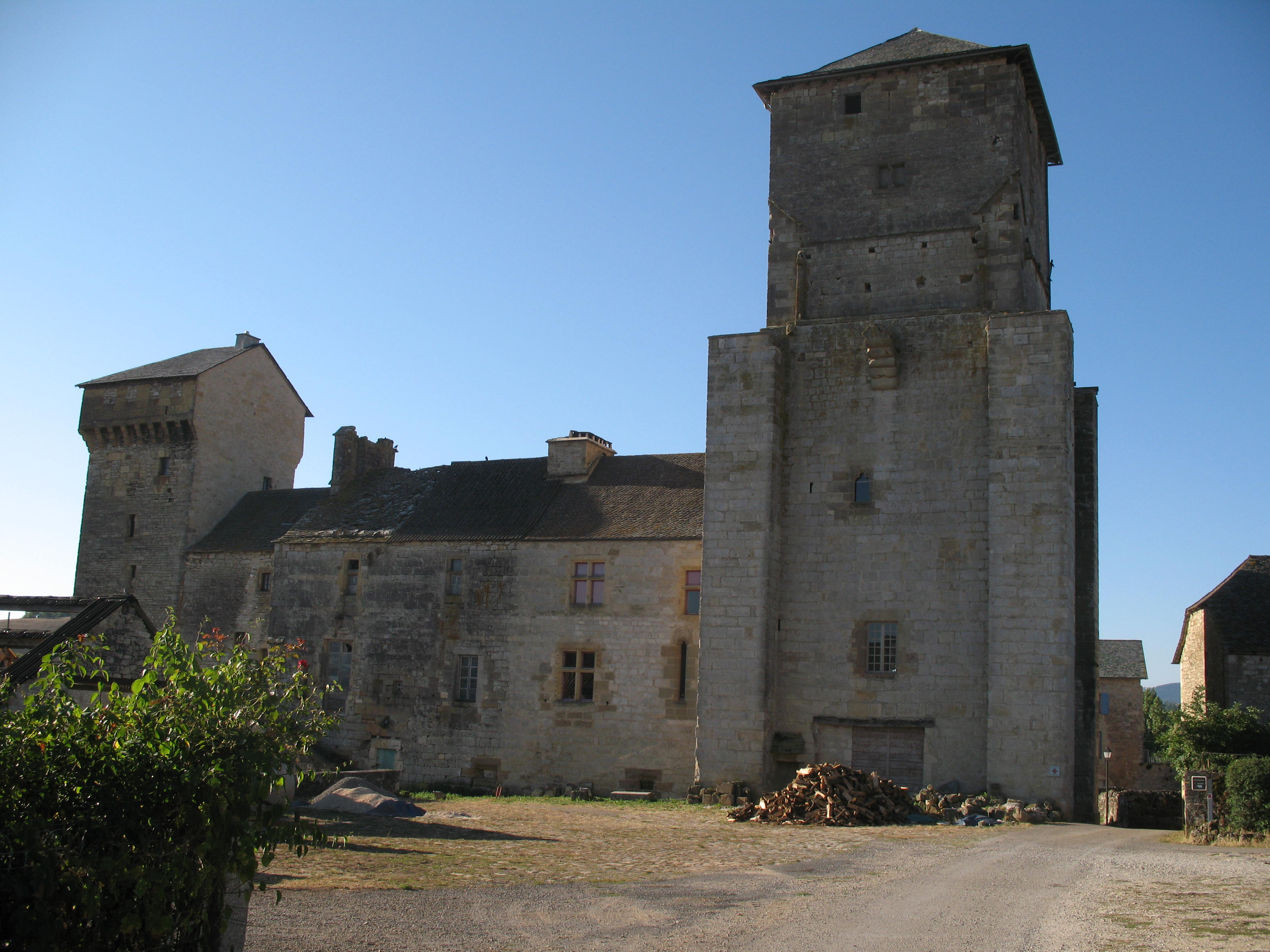
Façade est

## Référence
1. ↑  P.-A. Verlaguet, J.-L. Rigal, Cartulaire de l'abbaye de Bonneval, Rodez, 1938
2. ↑  Notice no PA00094099, sur la plateforme ouverte du patrimoine, base Mérimée, ministère français de la Culture